# Гибель Жана Шарля де Менезеса
Жан Шарль де Менезес (порт. Jean Charles de Menezes; 7 января 1978 — 22 июля 2005) — бразильский электромонтёр, убитый лондонской полицией на станции метро Стокуэлл. Де Менезес был ошибочно принят за одного из террористов-смертников, участвовавших в неудачной попытке взорвать Лондонское метро днём ранее. Инцидент произошёл через две недели после взрывов в Лондоне 7 июля 2005 года, в которых погибло 52 человека.

## Биография
Менезес вырос на ферме в Гонзаге, штат Минас-Жерайс, Бразилия. В возрасте 14 лет переехал в Сан-Паулу, в 19 лет окончил профессиональное училище.
По сведениям Хоум-офиса, Менезес прибыл в Великобританию 13 марта 2002 года по шестимесячной визе. После окончания срока действия визы Менезес в соответствии со статусом студента получил разрешение остаться до 30 июня 2003 года. Точных данных о его иммиграционном статусе после этой даты нет. Данные пограничных систем свидетельствуют, что Менезес прибыл из Франции в Ирландию 23 апреля 2005 года. Так как въезд из Ирландии в Великобританию автоматически даёт туристу право находиться в Великобритании в течение трёх месяцев, можно утверждать, что в день инцидента де Менезес находился в стране на легальных основаниях.

## Инцидент
После неудачной попытки теракта 21 июля полиция нашла в одном из невзорвавшихся рюкзаков карточку-пропуск в один из лондонских спортзалов. За домом по указанному на карточке адресу была установлена слежка. В одной из квартир этого дома проживал и Менезес. В 9:30 утра 22 июля он вышел из дома и направился к автобусу, на котором доехал до метро, оплатил проезд, спустился к поезду и вошёл в вагон. Всё это время его сопровождали полицейские в штатском, осуществлявшие наружное наблюдение и опознавшие его как одного из участников терактов. Как только Менезес занял место в вагоне, туда ворвались вооружённые полицейские и произвели 11 выстрелов экспансивными пулями, семь из которых попали в голову Менезеса и одна — в плечо. Менезес погиб на месте.

## Реакция
Как только личность Менезеса была установлена и выяснилось, что никакой связи с террористами не имелось, командование лондонской полиции принесло официальные извинения. Реакция бразильской общественности была агрессивно-негативной, в некоторых городах Бразилии состоялись протестные демонстрации. В результате досудебного разбирательства семья Менезеса получила 100 000 фунтов стерлингов, а также компенсацию судебных издержек.

## Расследование
Основное расследование инцидента вела Независимая комиссия по вопросу жалоб на полицию (англ. Independent Police Complaints Commission). В результате расследования была установлена вина лондонской полиции как организации, в связи с чем она была оштрафована на сумму 175 000 фунтов стерлингов, не включая компенсацию судебных издержек. Ни один сотрудник полиции не был привлечён к персональной ответственности. В этой связи семья погибшего обратилась в ЕСПЧ.
В ходе расследования были опровергнуты многие заявления, сделанные полицией вскоре после инцидента. Так, например, сообщалось, что Менезес был подозрительно одет в зимнюю куртку (он был одет в летнюю джинсовую куртку), что Менезес перепрыгнул через турникет и забежал в поезд (Менезес оплатил проход карточкой), а также, что Менезес не подчинился приказам полиции (полицейские не идентифицировали себя).
Тем не менее, в 2016 году ЕСПЧ решил, что нарушения Европейской конвенции по правам человека не было.

## В культуре
В ходе гастрольного тура Роджера Уотерса The Wall Live (2010–13) в конце второй части песни «Another Brick in the Wall» исполнялась акустическая кода со словами, посвящёнными Менезесу. В изданный по итогам тура альбом Roger Waters: The Wall этот фрагмент вошёл как отдельный трек — «The Ballad of Jean Charles de Menezes».
В 2008 году Энрике Голдман снял фильм «Жан Шарль» о жизни Мендезеса. Заглавную роль сыграл Селтон Мелу, его кузину сыграла Ванесса Джакомо. Премьера в Бразилии состоялась 26 июня 2009 года.